# Базанов, Алексей Владимирович
Алексе́й Влади́мирович База́нов (24 января 1986, Железногорск, Красноярский край, РСФСР, СССР) — российский футболист, нападающий.

## Карьера
Воспитанник железногорского футбола. В течение 6 лет играл за железногорский «Атом» в любительской лиге.
Профессиональную карьеру Алексей Базанов начал в 2005 году в красноярском «Металлурге», который в то время выступал во втором дивизионе. По итогам сезона 2005 года Алексей Базанов вместе со своим «Металлургом» уверенно выиграл зону «Восток» второго дивизиона и получил право на следующий год выступать рангом выше. В первом дивизионе чемпионата России, правда, надолго задержаться у него, к сожалению, не получилось, красноярский «Металлург» занял предпоследнее место в первом дивизионе и вылетел обратно во второй дивизион.
В 2008 году подписал соглашение с «КАМАЗом» и сразу же ушёл в аренду в тольяттинскую «Ладу», в составе которой провёл 16 матчей. В 2009 году на правах аренды вновь перешёл в родной для себя красноярский «Металлург», где отыграл 25 матчей и забил 8 мячей.
В 2010 году подписал соглашение с красноярским «Енисеем». Провёл за красноярцев 97 матчей и забил 34 мяча.
В 2013 году перешёл в новосибирскую «Сибирь», в которой отыграл один сезон, а именно 24 матча, в которых забил 4 мяча.
С 2014 года Алексей Базанов выступал в тульском «Арсенале», с которым вышел в Премьер-лигу.
Весеннюю часть сезона 2014/15 на правах аренды провёл в калининградской «Балтике». В первом же официальном матче поразил ворота «Енисея», принеся выездную победу 1:0. По ходу сезона Базанов поменял клуб: вместо «Балтики» «Арсенал» отдал форварда в свой фарм-клуб — «Арсенал-2», выступающий в ПФЛ. Футболист забил за вторую команду «канониров» 1 мяч в 13 играх.
В 2016 году Базанов перешёл в ивановский «Текстильщик», однако сыграл всего одну игру, после чего покинул клуб «по семейным обстоятельствам».
16 августа 2016 года Алексей Базанов был представлен в качестве игрока красноярского любительского клуба «Рассвет-Реставрация». Футболист забил гол уже на 1-й минуте дебютной игры за свою новую команду, благодаря чему «Р-Р» обыграла прокопьевский «Шахтер» (1:0).

## Достижения

### Командные
«Металлург-Енисей» (Красноярск)
- Победитель Зоны «Восток», Второго дивизиона: 2005
- Победитель Зоны «Восток», Второго дивизиона: 2010

 «Арсенал»
- Серебряный призёр Первенства ФНЛ: 2013/2014